# Comilla

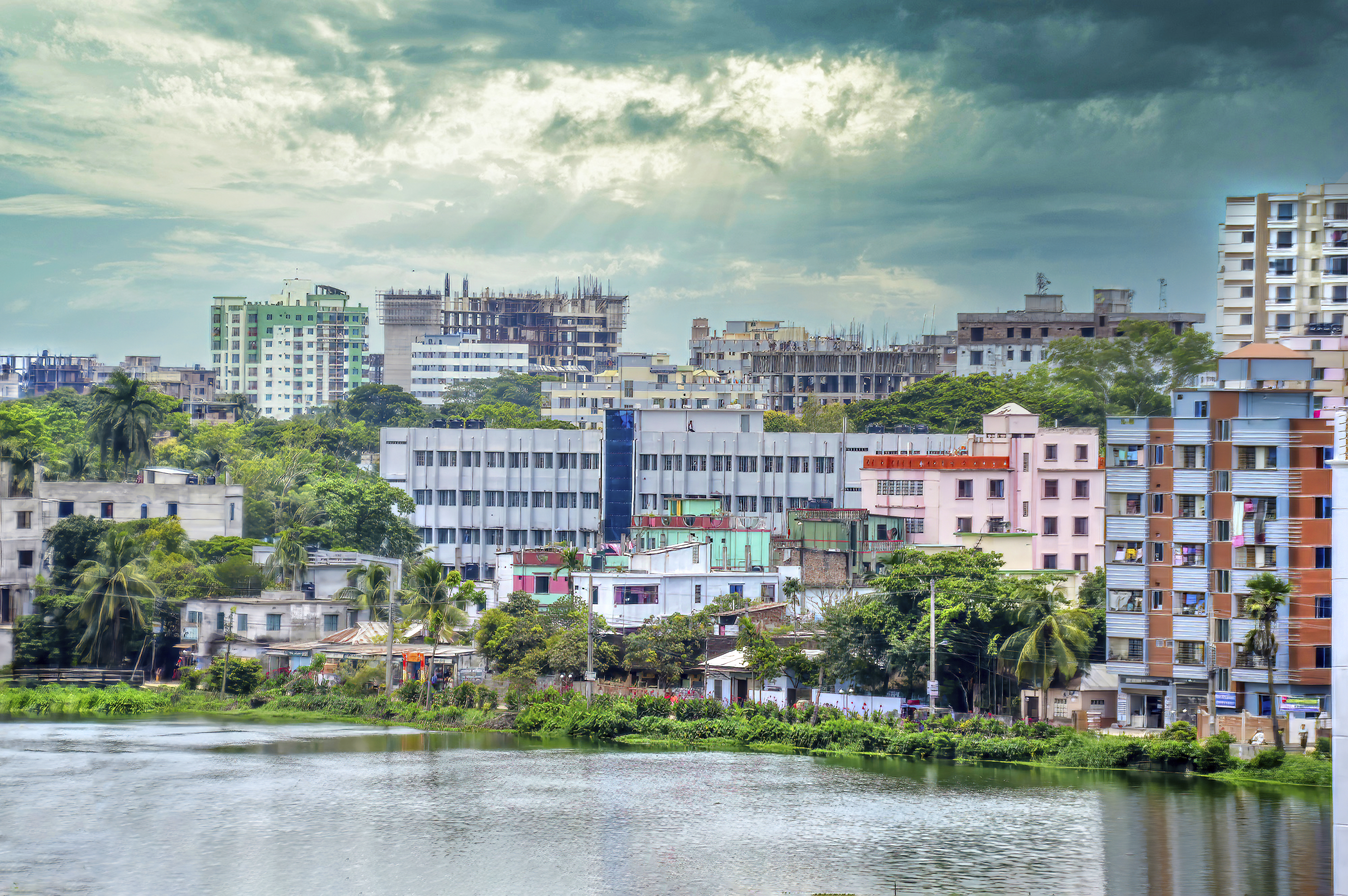

Comilla este un oraș din Bangladesh.